# Юдіф й Олоферн (Мікеланджело)
«Юдіф й Олоферн» (італ. Giuditta e Oloferne; також «Юдита й Олоферн», «Єгудіт і Голофернес», «Юдиф й Олоферн») — фреска Мікеланджело Буонарроті на стелі Сикстинської капели (Ватикан), створена ним протягом 1508–1512 років. Фреска зображає одну із сцен із Старого Завіту з книги Юдити.

## Опис
Фреска зі сценою розміщена ліворуч від входу, між фресками «Пророк Захарія» та «Дельфійська сивіла».
|                                                                     |
| Зліва направо: «Юдіф й Олоферн», «Пророк Захарія», «Давид і Ґоліят» |

Вазарі так описав сцену:
|  | Можна ще милуватися чудовими позами, які змальовано в другому кутку, в картині про Юдіф. Там видно тіло Олоферна, щойно обезглавлене, і Юдіф, яка кладе мертву голову в кошик, що його тримає на голові старенька служниця. Тому що ця служниця висока на зріст, то вона нахиляється, щоб Юдіф могла до неї дістать, і простягає руки, щоб прикрити голову Олоферна; Юдіф у той же час повертається до безголового тулуба, який так і залишився з піднятою ногою і рукою. Зчинився гомін у наметі, на обличчі Юдіфі — вираз страху перед табором і жах перед мерцем. Картина справді виняткова. |

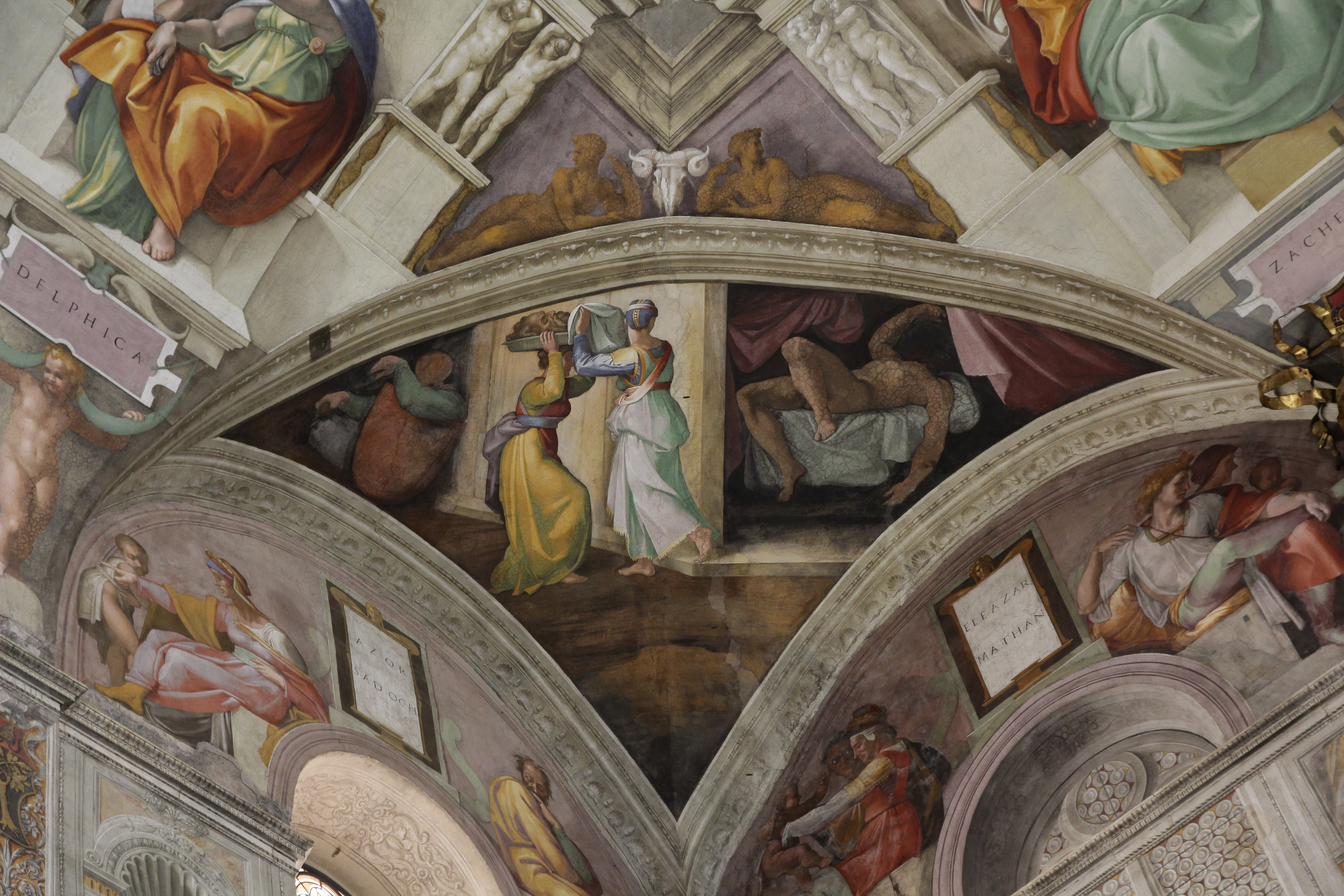
Розташування фрески
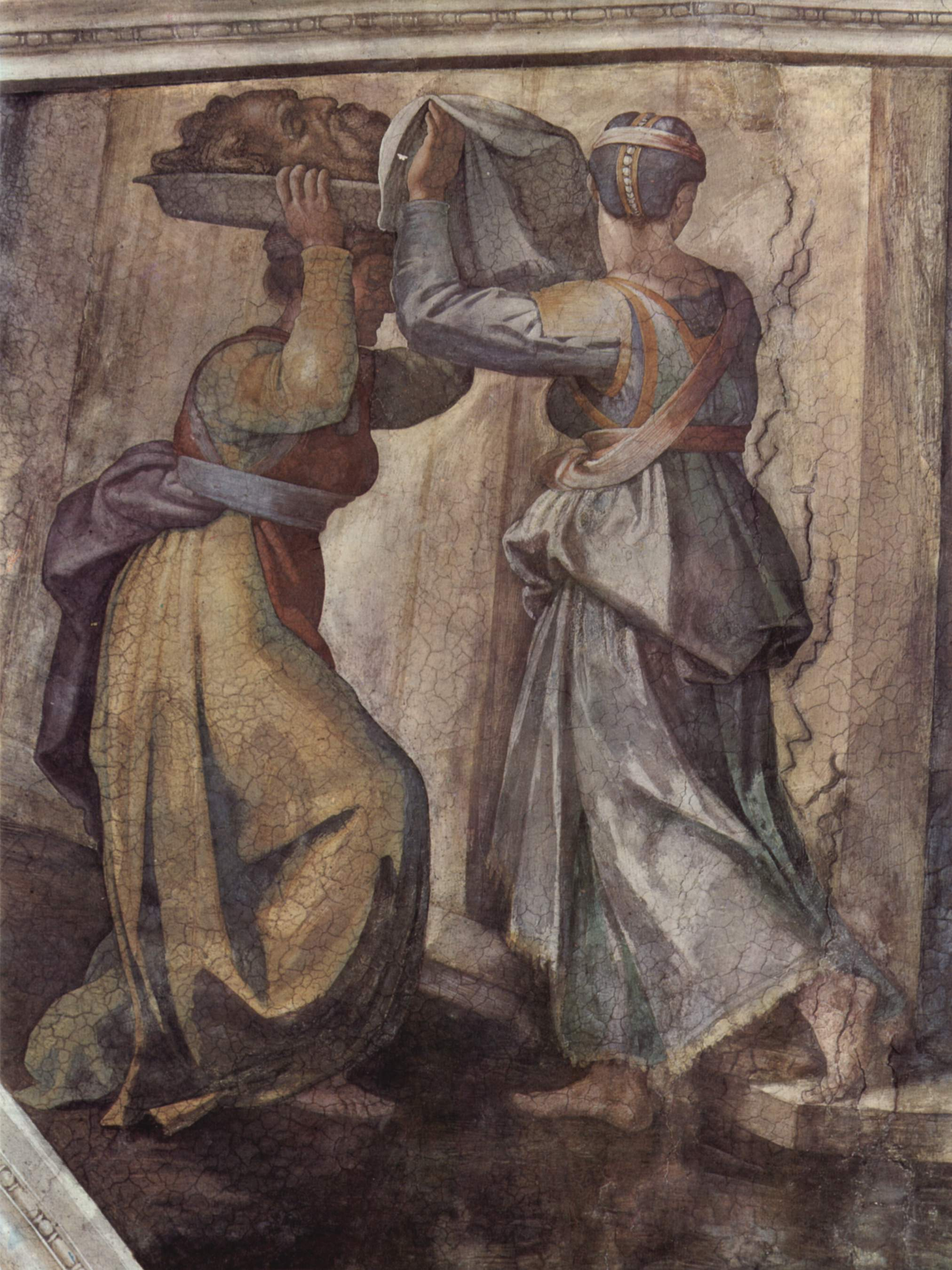
Фреска до реставрації
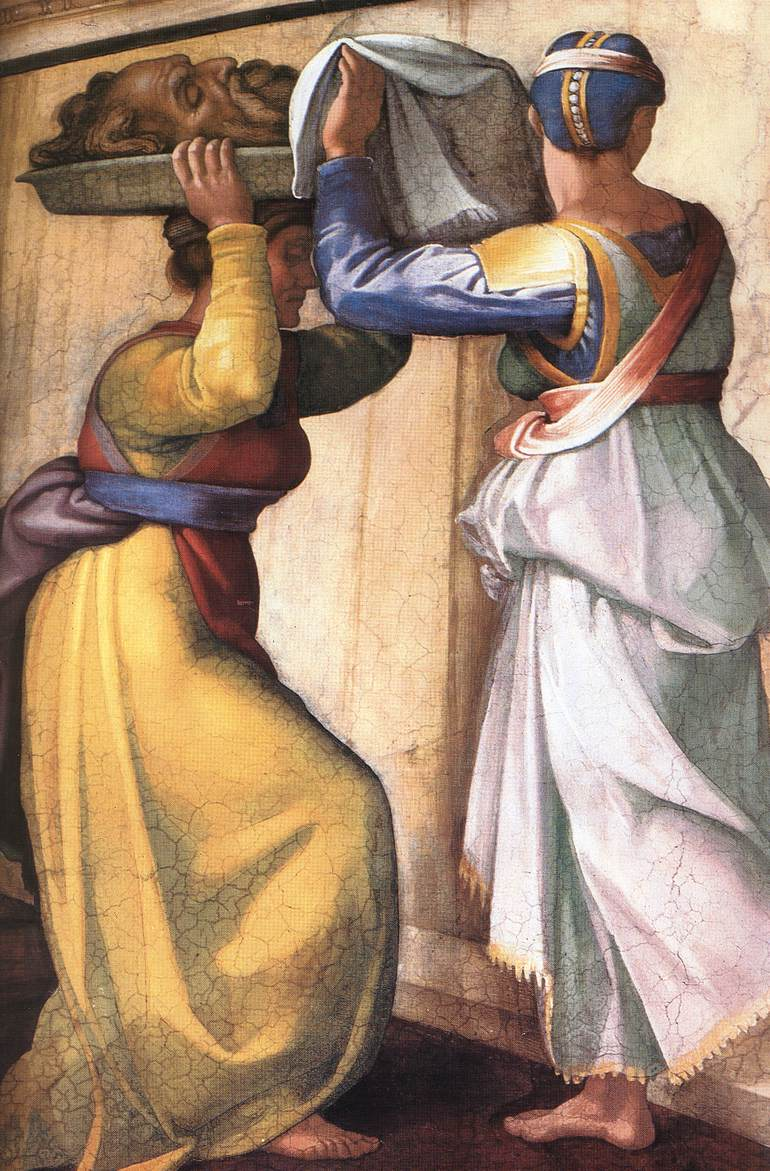
Фреска після реставрації
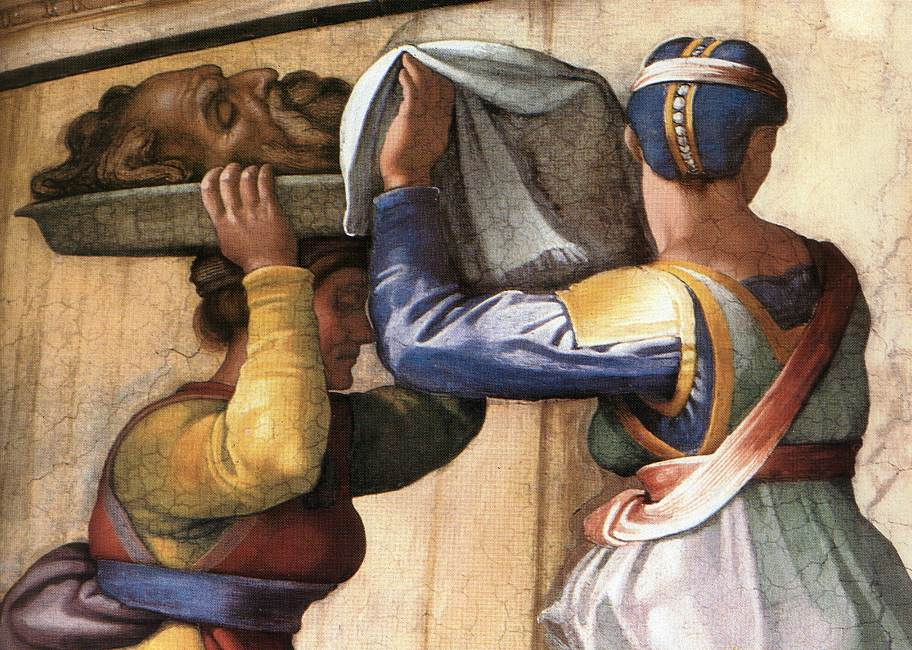
«Юдіф й Олоферн». Деталь
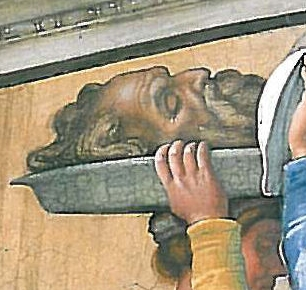
«Юдіф й Олоферн». Деталь

## Виноски
1. ↑  Вазарі, 1970, с. 335—336.